# Квічаль лісовий
Квіча́ль лісовий (Geokichla oberlaenderi) — вид горобцеподібних птахів родини дроздових (Turdidae). Мешкає в регіоні Африканських Великих озер.

## Опис
Довжина птаха становить 20 см, вага 41-48 г. Виду не притаманний статевий диморфізм. Лоб і щоки рудувато-каштанові, спина руда або оранжево-коричнева, хвіст коричневий. Другорядні покривні пера крио на кінці білі, першорядгнеі покривні пера оливково-чорні, махові пера темно-коричневі. Нижні покривні пера крил білуваті або сіруваті. на махових перах знизу біла смуга. Горло і груди рудувато-оранжеві, гузка біла. Навколо очей незамкнені білі кільця. Лапи рожевуваті або білуваті, дзьоб чорний. У молодих птахів тім'я темне, на обличчі темні плями, дзьоб рогово-коричневі. Груди і верхня частина живота поцятковані темними плямами .

## Поширення і екологія
Лісові квічалі мешкають в лісі Ітурі, долині річки Семлікі та в горах Ітомбве на сході Демократичної Республіки Конго, а також в лісах Бвінді і Бвамба на південному заході Уганди. Можливо, вони також мешкають в горах Руанди і Бурунді. Лісові квічалі живуть у вологих рівнинних і гірських тропічних лісах та в галерейних лісах, зустрічаються на висоті від 700 до 1620 м над рівнем моря. Живляться комахами і слимаками, яких шукають на землі. Гніздо чашоподібне, в кладці 3 яйця.

## Збереження
МСОП класифікує стан збереження цього виду як близький до загрозливого. За оцінками дослідників, популяція лісових квічалів становить від 2500 до 10000 птахів. Їм загрожує знищення природного середовища.